# 魯達-克拉科韋齊卡
49°58′25″N 23°11′26″E / 49.97361°N 23.19056°E
魯達-克拉科韋齊卡（烏克蘭語：Руда-Краковецька），是烏克蘭的村落，位於該國西部利沃夫州，由亞沃里夫區負責管轄，始建於1369年，面積0.71平方公里，海拔高度210米，2001年人口623，人口密度每平方公里882.44人。